# The Beautiful Liar
The Beautiful Liar er en amerikansk stumfilm fra 1921 af Wallace Worsley.

## Medvirkende
- Katherine MacDonald som Helen Haynes / Elsie Parmelee
- Charles Meredith som Bobby Bates
- Joseph J. Dowling som MacGregor
- Kate Lester som Mrs. Van Courtlandt-Van Allstyn
- Wilfred Lucas som Gaston Allegretti